# Microsoft Office SharePoint Designer
Microsoft SharePoint Designer （マイクロソフト シェアポイントデザイナー）、正式名称はMicrosoft Office SharePoint Designer（マイクロソフト　オフィス シェアポイントデザイナー）は、マイクロソフトが提供する、無償のHTMLエディタソフトである。

## 概要
SharePoint Designerは、以前から提供されていたMicrosoft FrontPageを置き換える製品で、SharePoint製品群に組み込まれている。Microsoft Office 2007以降の製品ファミリーの中に位置づけられMicrosoft IMEも含まれているが、スイート製品には組み込まれていない。FrontPageからの名称変更は、SharePoint Webサイトのデザインやカスタマイズを行う機能を強調するためであった。SharePoint Designerは、HTMLレンダリングエンジンをMicrosoft Expression Webと共有していて、Internet ExplorerのTridentエンジンは使用していない。
一般的なWeb開発を行うためのツールとしての製品は、同時期に登場したExpression Webに移行された。
最初は有償製品であったが、2009年4月より無償化され、ダウンロードが可能になっている。

## 歴史
SharePoint Designerと姉妹製品Microsoft Expression WebはMicrosoft FrontPageの後継製品である。Expression WebvがFrontPageの全機能を引き継ぐものだったのにたいして、SharePoint Designerは、Microsoft SharePointウェブサイトの設計とカスタマイズに注力している。SharePoint Designer 2007は、当初商業ソフトウェア製品であった。しかしながら、2009年3月31日、SharePoint Designer 2007はフリーウェアとして利用可能になった。
2009年4月24日、マイクロソフトは、SharePoint DesignerのService Pack 2を公開した。2010年4月21日には、SharePoint Designer 2010が公開され、ダウンロード可能となっている。続いて2011年10月24日には、Microsoftは、SharePoint Designer 2007 Service Pack 3を公開した。
2012年10月30日、マイクロソフトは、SharePoint Designer 2013を公開した。これは、SharePoint Disignerの最終バージョンである。SharePoint Designerへの最後のアップデートは2016年8月2日に公開された。
2018年の春、マイクロソフトの文書は、Microsoft Flowが、SharePointワークフローのカスタマイズのためのワークフローのデザイナーとエンジンになると示した。